# 人民公敵 (劇作)

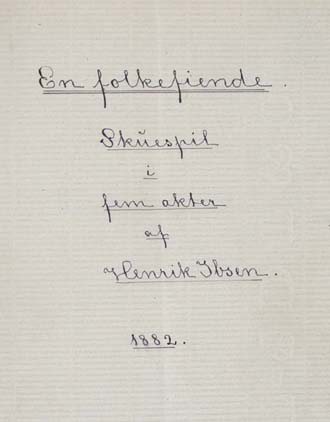
The original frontpage of Henrik Ibsen's En folkefiende, 1882.

《人民公敵》（挪威語：En folkefiende）是挪威劇作家亨利·易卜生於1882年的劇作。易卜生在《人民公敵》之前的一個劇作為1881年的《幽靈》，由於《幽靈》挑戰了維多利亞時代道德觀，於是引起爭議，此外劇中提及梅毒故被公眾視為猥褻，易卜生於是以《人民公敵》回應公眾對《幽靈》的反對聲音。
《人民公敵》指出公眾不理性的傾向，和他們所支持的政治系統的偽善和腐敗。故事是關於一個勇敢的人在一個不容異見的社會中，依然為追求公義和真相而鬥爭。劇中主角斯多克芒醫生，代表的是易卜生本人的聲音。在劇本完成後，易卜生寫信給他在哥本哈根的出版商說：「我仍不肯定我應稱它為喜劇還是正劇。它可能具有很多喜劇的特性，但它亦是基於一個嚴肅的意念寫成。」《人民公敵》以作為其中一本最早以開放式結局完結的小說而聞名。

## 故事
故事發生於挪威一個沿海小鎮，斯多克芒是一名很受歡迎的醫生，他和擔任市長的哥哥共同負責在小鎮發展溫泉浴場的計劃。小鎮投資了一筆為數甚大的資金支持發展，而眾人亦預計具醫療價值的溫泉浴場可以帶來旅客，而且令小鎮大大興旺，故浴場對小鎮聲譽非常重要。然而，當溫泉浴場開始漸露曙光時，斯多克芒醫生發現市內的製革廠污染溫泉的水源，而且引致旅客患上嚴重的疾病。他認為這個重要發現是自己最大的成就，立即將一份詳細的報告發送給市長，報告裡包括一份解決問題的建議書，但建議會令小鎮付出巨大的代價。
斯多克芒卻想不到向官方反映問題的困難，他們好像不能理解問題的嚴重程度，而且因為事件會破壞小鎮的經濟，所以他們亦不願意向公眾公布事件和解決問題。隨著衝突接踵而來，市長警告他的弟弟，勸他應該讓自己服從大部份人的想法。斯多克芒拒絕，並舉行市民大會以說服市民支持關閉溫泉浴場。
相信浴場會帶來財富的市民拒絕接受斯多克芒的說法，甚至是之前支持他的朋友和盟友，亦轉而反對斯多克芒。他被市民奚落和指責，甚至被人斥責為瘋子，成為了人民公敵。斯多克芒分別對維多利亞時代公眾的見解，以及民主的原則兩者嚴厲指責，他表示在對與錯之間，個人比容易被煽動的大眾更有判斷力。斯多克芒以一句：「世上最強的人，就是那個最孤立的人。」總結了易卜生對群眾的斥責。

## 角色列表
- 湯莫斯·斯多克芒醫生——溫泉浴場醫官
- 卡特琳娜·斯多克芒太太——醫官妻子
- 佩特拉——斯多克芒夫婦的女兒，教師
- 艾立夫和摩鄧——斯多克芒夫婦的兒子，13歲和10歲
- 彼得·斯多克芒——醫官的哥哥，市長兼警察局長，浴場委員會主席並擔負其他職務
- 摩鄧·基爾——制革廠老闆，斯多克芒太太的義父
- 霍夫斯達——《人民先鋒報》編輯
- 畢淩——報館記者
- 霍斯特船長
- 阿斯拉克森——印刷所老闆
- 參加市民大會的群眾：各種身分的男、女和學童

## 演出
2018年9月，因此前于北京的演出中邀请观众表达对中国社会的不满，柏林邵宾纳剧团在中国南京市的演出被取消。

## 外部連結
- An Enemy of the People - 古腾堡计划
- An Enemy of the People: Study Guide （页面存档备份，存于）
- Spark Notes （页面存档备份，存于）